# A Ressurreição
A Ressurreição é uma escultura de bronze vermelho produzida pelo artista italiano Pericle Fazzini, sendo seu mais importante trabalho. Inaugurada em 28 de setembro de 1977, completou a construção da Sala Paulo VI, projetada por Pier Luigi Nervi para abrigar as conferências públicas do Papa Paulo VI. O salão possui arquitetura modernista, sendo utilizado pelo Sumo Pontífice em suas reuniões catequéticas periódicas semanais, quando estas não se tem condições se faze-las na Praça São Pedro, em razão de condições climáticas adversas.
Os primeiros contatos entre Fazzini e o Vaticano ocorreram em 1966, mas a decisão definitiva para contratá-lo foi tomada diretamente pelo Papa. O artista iniciou o trabalho em 1970 e concluiu o esboço da obra no verão de 1975, quando teve problemas de saúde causados pela exposição a gases tóxicos durante o trabalho. O esboço, feito em poliestireno, foi cortado e enviado para a fundição, na qual foram utilizadas cerca de oito toneladas de uma mistura de bronze e latão, posteriormente soldadas na conclusão da obra, em 29 de setembro de 1977. As dimensões da escultura são 20 metros de largura e sete de altura.
Para Fazzini, este trabalho representa a ressurreição de Cristo, que emerge de uma cratera produzida por uma explosão nuclear no Jardim de Getsêmani. Todavia, a obra não é bem compreendida por todos que a conhecem, alguns a consideram horripilante.
Em comemoração da Páscoa de 2013, o Correio Vaticano emitiu um selo postal retratando a escultura.

## Restauração
Em 2011, a escultura passou por um processo de restauração que consistiu na remoção de partículas como poeira e graxa acumuladas na superfície e na correção da oxidação, típica do cobre e seus compostos, objetivando devolver à obra sua forma e brilho originais.